# Lornetka (singel Golec uOrkiestra)
Lornetka – singel zespołu Golec uOrkiestra z albumu Golec uOrkiestra 1 wydany w 1999 roku.
Utwór był notowany na Liście Przebojów Programu Trzeciego (3. miejsce). Ponadto utwór w 2014 roku został uznany przez Polskie Radio Program I największym przebojem 25-lecia wolnej Polski.
Utwór był wykorzystany w filmach pt. Pieniądze to nie wszystko, Biała sukienka oraz w programach pt. Szansa na sukces, Jak oni śpiewają w II edycji w wykonaniu Mikołaja Krawczyka. Znajduje się on również na płytach: Pieniądze to nie wszystko i The Best of Golec uOrkiestra.

## Twórcy
- Autor tekstu: Olga Golec, Rafał Golec
- Kompozytor: Rafał Golec, Łukasz Golec, Paweł Golec
- Wykonanie: Golec uOrkiestra